# Amber Beattie
Amber Louisa Oatley Beattie (22 de julho de 1993) é uma atriz britânica, mais conhecida por seu papel como Gretel no filme The Boy in the Striped Pyjamas e Lulu Baker na série de TV Jinx.

## Vida pessoal
Amber Beattie frequentou a William Tyndale Primary School, fez o ensino secundário na Stoke Newington School - Media Arts & Science College em Hackney, atualmente frequentando a SWAP 6th way em Londres. Ela tem um irmão mais novo chamado Ewan Beattie e uma irmã mais velha chamada Daisy Beattie. Ela está atualmente estudando zoologia na Universidade de Leeds.

## Carreira temporária
Amber abandonou a carreira de atriz para fazer zoologia depois de afirmar ter feito o teste para muitos filmes e ser rejeitada.